# Aeródromo Casas Viejas
El aeródromo Casas Viejas (OACI: SCZC) es un terminal aéreo ubicado junto a la ciudad de Zapallar, provincia de Petorca, región de Valparaíso, Chile. Es de propiedad privada.